# He's Just Not That Into You (filme)
He's Just Not That Into You (bra: Ele Não Está Tão a Fim de Você) é um filme estadunidense de 2009 dirigido por Ken Kwapis, baseado no livro de auto-ajuda de mesmo nome, de Greg Behrendt e Liz Tuccillo, que por sua vez foi inspirado por uma linha de diálogo em Sex and the City. É estrelado por Ben Affleck, Sasha Alexander, Jennifer Aniston, Drew Barrymore, Jennifer Connelly, Kevin Connolly, Bradley Cooper, Ginnifer Goodwin, Scarlett Johansson e Justin Long.
O filme foi produzido pela produtora de Barrymore, Flower Films, enquanto a atriz também atua como produtora executiva. Extrapolando um pouco menos de US$ 180 milhões em bilheteria em todo o mundo, o filme se tornou um sucesso, apesar das respostas mistas da crítica.

## Sinopse
Romântica incorrigível, Gigi sai com Conor, que simplesmente não liga no dia seguinte. Quando ela vai a um bar atrás do rapaz, conhece Alex, barman que é colega de quarto de Conor e que tem uma visão muito clara sobre o mundo, empenhando-se em mostrar a verdade para Gigi numa viagem ao complicado mundo da mente dos homens. Enquanto isso, Conor está enrolado com uma cantora chamada Anna, mas ela gosta mais de Ben, com quem faz amizade e ele se mostra igualmente interessado nela, mesmo sendo casado com a ciumenta Janine, que por sua vez, trabalha com Gigi. A chefe das duas, Beth, é namorada de Neil, amigo de Ben. Os dois namoram há sete anos e moram juntos há três, nisso, ele vê comodidade em sua situação e não vê necessidade em casar. Beth é sócia de Mary, publicitária que fará anúncios para divulgar o trabalho de Conor, só procura por relacionamentos na internet.

## Elenco
- Ben Affleck como Neil Jones
- Jennifer Aniston como Beth Murphy
- Drew Barrymore como Mary Harris
- Jennifer Connelly como Janine Gunders
- Kevin Connolly como Conor Barry
- Bradley Cooper como Ben Gunders
- Ginnifer Goodwin como Gigi Phillips
- Scarlett Johansson como Anna Marks
- Justin Long como Alex
- Kris Kristofferson como Rod Murphy
- Hedy Burress como Laura
- Busy Phillips como Kelli Ann
- Leonardo Nam como Joshua Nguyen
- Rod Keller como Bruce
- Wilson Cruz como Nathan
- Morgan Lily como pequena garota
- Natasha Leggero como Amber Gnech
- Cory Hardrict como Tyrone
- Greg Behrendt como sacerdote
- Sasha Alexander como Catharine
- Corey Pearson como Jude
- Frances Callier como Frances
- Angela V. Shelton como Angela
- Bill Brochtrup como Larry
- Peter O'Meara como Bill
- Brandon Keener como Jarrad
- John Ross Bowie como Dan a Wicca
- Luis Guzman (não creditado) como Javier
- Mary Stuart Masterson (não creditada, uso de imagens de arquivo do filme Some Kind of Wonderful como Watts

## Produção
Baltimore, Maryland, foi selecionado para a ambientação de He's Just Not That Into You porque a cidade não tinha sido utilizado como cenário para comédias românticas recentes. Além disso, o roteirista Marc Silverstein tinha vivido na cidade durante vários anos antes de terminar a faculdade. no entanto, apenas cenas exteriores foram filmados na cidade. Cenas interiores foram filmadas em Los Angeles.
Data de lançamento original do filme foi adiada, passando de 24 de outubro de 2008 a 13 fevereiro de 2009, em seguida, a 06 de fevereiro de 2009.

## Recepção

### A resposta da crítica
O filme recebeu críticas mistas dos críticos. A partir de 9 de julho, Rotten Tomatoes informou que 42% dos críticos deram opiniões positivas com base em 155 opiniões. Outro agregador de revisão, Metacritic, que atribui uma avaliação normalizada em 100 opiniões da crítica mainstream, deu ao filme um índice de aprovação de 47%, com base em 30 avaliações. Embora o filme recebeu críticas mistas, Ginnifer Goodwin, Jennifer Connelly, Jennifer Aniston e Ben Affleck são muitas vezes elogiados pelos críticos no filme.

## Bilheteria
Em sua semana de estreia, o filme fez $27.8 milhões de dólares, no topo da bilheteria. Sua total bruto nos EUA totalizou $93,953,653 enquanto internacionalmente o filme arrecadou $84,436,590 trazendo o bruto mundial de $178,390,243 contra um orçamento de $40 milhões.

## Prêmios
Filme recebeu duas indicações ao Teen Choice Awards de Filme de Romance e Atriz em Filme de Comédia para Jennifer Aniston.

## Trilha sonora
O álbum da trilha sonora foi lançada em 10 de março de 2009 por New Line Records.
1. "I'd Like To" – Corinne Bailey Rae (4:06)
2. "I'm Amazed" – My Morning Jacket (4:34)
3. "Don't You Want Me" – The Human League (3:57)
4. "Supernatural Superserious" – R.E.M. (3:24)
5. "Madly" – Tristan Prettyman (3:18)
6. "This Must Be the Place (Naive Melody)" – Talking Heads (4:55)
7. "By Your Side" – The Black Crowes (4:29)
8. "I Must Be High" – Wilco (2:59)
9. "You Make It Real" – James Morrison (3:32)
10. "If I Never See Your Face Again" – Maroon 5 (3:19)
11. "Can't Hardly Wait" – The Replacements (3:04)
12. "Fruit Machine" – The Ting Tings (2:53)
13. "Smile" – Lily Allen (3:15)
14. "Somewhere Only We Know" – Keane (3:57)
15. "Love, Save the Empty" – Erin McCarley (3:17)
16. "Friday I'm in Love" – The Cure (3:35)
17. "Last Goodbye" – Scarlett Johansson (2:32)
18. "He's Into Me" – Cliff Eidelman (2:24)

## Música
A trilha sonora do filme He's Just Not That Into You foi composta por Cliff Eidelman, que gravou sua trilha com um conjunto de 80 pessoas da Hollywood Studio Symphony no the Newman Scoring Stage. New Line Records lançou um álbum da trilha.
1. "Prologue/The Signs" – 2:39
2. "Mixed Messages" – 0:57
3. "This Other Woman" – 1:19
4. "Not to Be Trusted" – 1:55
5. "No Exceptions" – 2:05
6. "Sailing" – 1:27
7. "The Love of Your Life" – 1:16
8. "Are You Going to Marry Me" – 1:32
9. "Mary at the Blade" – 0:42
10. "The Pool" – 1:12
11. "He's Into Me" – 2:24
12. "You Don't Fall in Love That Way" – 2:07
13. "Tables Turn on Alex" – 0:56
14. "Janine Revealed" – 2:43
15. "Beth's New Day" – 1:38
16. "Anna's Truth" – 0:54
17. "Will You Marry Me" – 3:07
18. "End Credit Suite" – 3:03

## Home media
O DVD e Blu-ray Disc foram lançados em 2 de junho 2009. A versão Blu-ray de lançamento inclui uma cópia digital. Ele já arrecadou $26,350,178 em vendas nos Estados Unidos. O filme foi vendido para a E! por 4% da bilheteria doméstica do filme (~$3.6 milhões) para a transmissão de televisão após a oportunidade passar para a USA Network e a HBO para buscá-lo.